# Theo Jörgensmann
Theo Jörgensmann (* 29. září 1948, Bottrop) je německý klarinetista a skladatel jazzové hudby. Jako profesionální hudebník působí od roku 1975. Jörgensmann je zakládajícím členem německo-české umění asociace pro arte vivendi.

## Vybraná diskografie
- 2015 Contact 4tett "Loud Enough To Rock The Kraut"
- 2008 Trio Hot Jink
- 2007 Oleś Jörgensmann Oleś Live in Poznań 2006
- 2005 Theo Jörgensmann Fellowship
- 2005 Marcin Oleś Jörgensmann Bartłomiej Oleś Directions
- 2002 Theo Jörgensmann Quartet Hybrid Identity
- 2001 Theo Jörgensmann Eckard Koltermann Pagine Gialle
- 2000 Theo Jörgensmann Quartet Snijbloemen
- 1999 Theo Jörgensmann Quartet ta eko mo
- 1984 Andrea Centazzo Mitteleuropa Orchestra : Enrico Rava, Gianluigi Trovesi, Carlo Actis Dato, Albert Mangelsdorff, Carlos Zingaro, Franz Koglmann Doctor Faustus
- 1983 Theo Jörgensmann Laterna Magica solo
- 1980 Clarinet Summit : John Carter, Perry Robinson, Gianluigi Trovesi You better fly away
- 1976 Theo Jörgensmann Quartet and Perry Robinson in time

## Filozofie
- Theo Jörgensmann Rolf Dieter Weyer Kleine Ethik der Improvisation ISBN 3-924272-99-9